# Svenska kulter
Svenska Kulter är en samling skräcknoveller av den svenske författaren Anders Fager.  
Svenska Kulter gavs 2009 ut av Göteborgsförlaget Man Av Skugga och 2010 av Månpocket. Wahlström och Widstrand planerade att ge ut Fagers uppföljare "Artöverskridande Förbindelser” men beslöt att ge ut Svenska Kulter, ”Artöverskridande Förbindelser” och den därpå följande  ”Du kan inte leva” som en bok. Den samlade utgåvan gavs ut 2011 och fick heta ”Samlade Svenska Kulter”. Den återutgavs 2017 av Fria Ligan. 
Hela "Kulternas Värd" har publicerats som ljudbok av Eggmont. Inläst av Anders Fager själv.

## Kulternas Värld
Svenska Kulter är den första av en serie böcker av Fager som utspelar sig i det som kommit att kallas ”kulternas värld” eller "kultiversum", en serie berättelser med gemensamt persongalleri och en föreställningsvärld lånad från H.P. Lovecrafts Cthulhu-mytologi med varelser som havsguden Dagon och Nyarlathotep med tusen masker. Berättelserna utspelar sig huvudsakligen i det nutida Sverige, men trådar vävs bakåt genom historien och gestalter som Karl XI, August Strindberg och Herman Göring finns med. Flera av hans karaktärer förekommer i den svenska utgåvan av rollspelet The Call of Cthulhu. 
En central figur i Fagers berättelser är bibliotekarien Ingemar Fredman som tjänstgjort hos Drottning Kristina och som fortfarande är verksam i Stockholm, utan att åldras.
Även Fagers följande tre romaner Jag såg henne i dag i receptionen, En man av stil och smak och Krig! Barn! utspelar sig i samma mytologi och handlar alla om fotomodellen Cornielia Karlsson och den Lovecraftianska guden Nyarlathotep. Sviten kallas "Fallet Cornelia Karlsson", en anspelning på Lovecrafts roman "Fallet Charles Dexter Ward".  
Fager har sagt att han kommer att avsluta sitt världsbygge med ytterligare en novellsamling.

## Karaktärer
- Alexandra Blake - En av de mer framstående flickorna i Borås kannibalkult.  Förekommer i Furierna Från Borås, Bödel Blond, Krig! Barn! och Smutsig svart sommar.
- Holger Bertholtz - Svartkonstnär och orientalist. Verksam i Sverige första halvan av 1900-talet. Löst baserad på Aleister Crowley.  Förekommer i bland annat Herr Görings Artifakt, Holger Bertholtz Krig, En man av stil och smak och Krig! Barn!.
- Camilla - En ung lärarinna som omkommer under sexuella experiment. Tack vare Agnetha Silverberg hamnar hon i ett limbo och driver runt som spöke i trakterna av Fridhemsplan.
- Augustine Donnatien - Chilenskfödd psykolog och terapeut verksam i Stockholm. Känd från TV-soffor.  Leder den ockulta "Karkossastiftelsen" som ägnar sig åt att iscensätta spektakulära konstverk. Dödas, jämte sin familj av Tess. Förekommer i Drottningen i Gult och  En man av stil och smak, samt ett antal fragment.
- Daniel Engman - Fastighetsjurist som får sin kropp stulen av Kalim.  Lyckliga för evigt på Östermalm och Jag såg henne i dag i receptionen och En man  av stil och smak.
- Ingemar Fredman - Bibliotekarie och esoteriker. Född i Stockholm kring 1620 och arbetade vid hovet som skrivare. Där kom han i kontakt med arkanan i böcker som stulits när Prag plundrades.Han var verksam i Stockholm till 2012 då han faller i strömmen från Centralbron. Förekommer i samtliga Fagers böcker.
- Sofie Granlund - Tonårsflicka från Borås. Väktare (Custodae) för den kvinnliga kulten som dyrkar den Svarta Geten.  Förekommer i novellerna Furierna från Borås, Bödel Blond, Krig! Barn!, i Smutsig svart sommar, samt i ett antal fragment.
- Fredrik Hedlund. Officer och kronvrak. Född 1973. En av de få karaktärerna Fager skildrar som inte har ett ont uppsåt. Cornela Karlssons älskare. Sedermera hjälpreda åt Ingemar Fredman. Förekommer i Jag såg henne i dag i receptionen, En man av stil och smak och Krig! Barn!.
- Janosh - Hundvarelse och släkting till Zami. Förekommer i Mormors Resa.
- John "Kalim" Asiz - Magiker med rötter i artonhundratalets Ottomanska rike. Byter det han kallar "corpus" - kropp - med jämna mellanrum. Bor på Östermalm i Stockholm. Bekant med Fredman och Molin. Dödas troligen under julkravallerna 2012. Förekommer i Lyckliga för evigt på Östermalm och Jag såg henne i dag i receptionen och En man  av stil och smak.
- Cornelia Karlsson - Häxa och kändisbarn född 1980. Sysselsatt med att genomföra de tre ritualer som ska ge Nyarlatotep tillträde till vår värld. Förekommer i Jag såg henne i dag i receptionen, En man av stil och smak och Krig! Barn!.
- Kerstin "Den Uppsvällda Kvinnans Sändebud" Kruse - Äldre magiker. Vän och vapendragare till Ingemar Fredman. Förekommer bland annat  i Jag såg henne i dag i receptionen och En man av stil och smak.
- Nadine Kirovski - Receptionist från Hallunda. Flyttar tillsammans med Daniel Engman in i Kalims lägenhet. Förekommer i Lyckliga för evigt på Östermalm och minst ett fragment.
- Mattias Larsson - Deltar 1983 (?) som ung kustjägare i attacken mot en misstänkt sovjetisk undervattensinstallation vid Bodskär i Stockholms Skärgård. Installationen visar sig vara en koloni av undervattensmonster och Larsson är den ende av angriparna som överlever. Han lever i Stockholm som psykfall och kuf,  än i dag i krig med de i havet. Förekommer i När döden  kom till Bodskär.
- Anna Lundman - Häxa, Borås. Gymnasist. Leder kulten av Shub-Niggurat-dyrkande tonåringar i Västergötland. Förekommer i Furierna Från Borås, Bödel Blond, Smutsig svart sommar.
- Carl Ove Mollin - Bibliotekarie och boktjuv. Elitakademiker löst skissad på "bibliotekstjuven" Anders Burius. Cornelia Karlssons älskare och mentor. Förekommer i Jag såg henne i dag i receptionen, En man av stil och smak, Krig! Barn! och Smutsig svart sommar.
- Malin Månson - akvarist och hon tillhör det så kallade fiskfolket. Ättling till den Dagon-dyrkande kolonin i Skarvs skärgård. Expert på att odla malar för stora akvarier. Mindre hemtam i sin egen fortplantningscykel. Bor på Dannemoraplan i Stockholm. Förekommer i Samlade Svenska Kulter i novellen Tre veckor av lycka. Läs mer om fiskfolket i novellen När döden kom till Bodskär.
- Alice "Magiska Alice" Nilsson från Thorildsplan. Gymnasiestuderande och på sätt och vis talesperson för Cornelia Karlsson. Förekommer i  Krig! Barn!
- Agnetha Silverberg - Senil häxa på servicehuset Trossen. Tidigare älskarinna och lärjunge till Ingemar Fredman. Då hon när som helst kan ställa till med en magisk katastrof så mördas hon på Fredmans order av Sofie Granlund. Hon förekommer i Samlade Svenska Kulter i novellerna Festivaler, Hårdare Hårdast och Bödel Blond. Som ung förekommer hon i En man av stil och smak.
- Elisabet "Tess" Österberg –  Fondmäklare som Cornelia Karlssons lät dränka i arkanan och som blev ett monster med onaturligt förlängda lemmar. Hon kan klättra på väggar, gå genom dimensionerna och är fruktansvärt våldsam. Förekommer i Jag såg henne i dag i receptionen och En man av stil och smak och Krig! Barn!
- Hedda Wallin - Änkefru född kring 1850. Mor till Elvira Wallin och en av de kvinnor som dansade vid Stora Skuggan.
- Teresa & Beatrice Wallin - Magiska tvillingar och fotomodeller.  Förekommer i Jag såg henne i dag i receptionen, En man av stil och smak, En man av stil och smak, Krig! Barn! samt i Sju Porträtt av Elvira Wallin.
- Liam Williamson - Pojke på Gula Villans barnstuga på Kungsholmen i Stockholm. Dyrkar ett monster i en grotta under Stadshagen. Förekommer i Leka med Liam.
- My Witt - En konstnär verksam i Stockholm. Känd för att ha visat upp sin makes huvud i TV-morgonprogram. Förvandlas senare till Drottningen i Gult, en aspekt av "Kungen i Gult". Förekommer bland annat i Drottningen i Gult och Fröken Witts stora konstverk.
- Zami - Hundvarelse bosatt i Gesunden. Ledare för en större klan av snarlika varelser. Förekommer i Mormors Resa.

## Publicerade texter
- Svenska Kulter, (2009[1], 2010[2], ljudbok 2018)
- Samlade Svenska Kulter, (2011[3], 2017[4])
- Jag såg henne idag i receptionen, (2012[5])
- En Man av Stil och Smak, (2014[6])
- Svenska Kulter - Rollspelet, (2014[7][8]) – Rollspel från SagaGames som utspelar sig i kulternas värld och innehåller dessutom novellen "Vinterprommenad" av Fager.
- Ida Charlotta, (2014) - Installation.
- Sju porträtt av Elvira Wallin, (2015[9]) - Rollspelsäventyr utgivet av SagaGames.
- Smutsig Svart Sommar, (2016[10]) - Seriealbum
- Dejta med Liam, (2017) - Novell i samlingen Höstväsen: skräckberättelser[11]
- Liam & Laura (SMS-Noveller för Storytel Stories, Storytel - 2017)
- De Ögondöda - Berättelser Från Skymninge (Nanonovell där Ingemar Fredman gör ett mindre framträdande. - Instagram)
- Krig! Barn!, (2019[12])
- Ingemar Fredmans Epistlar - Novellsamling och rollspel. Eloso förlag 2021.
- Bläckfisken och den japanske sjömannen (novellsamling – Eloso förlag 2022)

## Akademiska avhandlingar
- Andersson, M. (2014): Den monstruösa naturen: En ekokritisk analys av fyra skräcknoveller
- Martinsson, L. (2013): ETT MED NATUREN. En ekokritisk studie av naturmotivet hos tre svenska skräckförfattare

### Övriga källor
- Dagens Nyheter:
- Bokhora:
- Upsala Nya Tidning:
- Kuriren:
- Allt om Stockholm